# Armen Akopian
Armen Antonowycz Akopian, ukr. Армен Антонович Акопян (ur. 15 stycznia 1980 w Zaporożu) – ukraiński piłkarz pochodzenia ormiańskiego, grający na pozycji pomocnika.

## Kariera piłkarska

### Kariera klubowa
Wychowanek SDJuSzOR Metałurh Zaporoże. W 1996 roku rozpoczął karierę piłkarską w pierwszym zespole Metałurha Zaporoże. Na początku 2006 przeszedł do innego Metałurha donieckiego, a latem do Krywbasa Krzywy Róg. Na początku 2007 powrócił do Metałurha Zaporoże, ale 1 kwietnia 2007 w meczu z Krywbasem doznał ciężkiej kontuzji kolana, po czym półtora roku rehabilitował się. Klub nie chcąc ponosić koszty leczenia anulował kontrakt z piłkarzem i Akopjan był zmuszony osobiście zapłacić za leczenie. Dopiero latem 2009 powrócił do gry w składzie drugoligowego FK Połtawa. W 2010 pół roku bronił barw kazachskiego klubu Ordabasy Szymkent. Na początku 2011 podpisał kontrakt z MFK Mikołajów.

## Sukcesy i odznaczenia

### Sukcesy klubowe
- finalista Pucharu Ukrainy: 2006

### Sukcesy indywidualne
- autor pierwszego gola Metałurha Zaporoże w pucharach europejskich